# Степановский район
Степа́новский район — административно-территориальная единица Петропавловского округа Казакской АССР, существовавшая в 1928—1929 годах.
Районный центр — село Степановка.

## История
В августе 1928 года район образован из частей Степановской, Бастандык-Тууской, Добровольской волостей. Степановская волость была упразднена:
- часть вошла в Степановский район (Бессарабский, Новосанжаровский, Русско-Полянский, Степановский, Черноусовский сельские советы);
- часть вошла в Одесский район (Громогласовский, Ореховский, Цветковсий сельские советы).

Постановлением ВЦИК от 3 сентября 1928 год часть Степановского района вошла в Кзыл-Туский район.
С 5 ноября 1928 и 27 мая 1929 годов район был ликвидирован. Территория вошла в Черлакский, Одесский, Павлоградский районы Омского округа Сибирского края.

## Административно-территориальное деление
- Аулсовет № 2 (аул Самурза)
- Аулсовет № 4 (аул Узун Агаш)
- Бессарабский сельский совет (село Бессарабка)
- Громогласовский сельский совет (село Громогласово)
- Лощиновский сельский совет (село Лощиновка)
- Новосанжаровский сельский совет (село Новосанжаровка)
- Ореховский сельский совет (село Орехово)
- Розовский сельский совет (село Розовка)
- Русско-Полянский сельский совет (село Русская Поляна)
- Степановский сельский совет (село Степановка)
- Цветковский сельский совет (село Цветково)
- Черноусовский сельский совет (село Черноусовка)